# 普賴爾 (蒙大拿州)
普賴爾（英語：Pryor）是位於美國蒙大拿州大角縣的普查規定居民點。

## 歷史
普賴爾的郵局於1892年設立，1898年停運後又於翌年重啟，營運至今。

## 人口
根據2020年美國人口普查的數據，普賴爾的面積為103.11平方千米，當中陸地面積為103.09平方千米，而水域面積為0.02平方千米。當地共有人口637人，而人口密度為每平方千米6.18人。